# مشارکت‌کنندگان در نسبیت عام
این یک سیاهه ناکامل از افرادی است که مشارکتهای برجسته‌ای در زمینه گسترش نظریه نسبیت عام استاندارد داشته‌اند.

## ا
- پیتر آیشلبرگ (اولترابوست آیشلبرگ/سکسل، تقارن‌های تعمیم یافته)،
- میگل آلکوبیره (نسبیت عددی, متریک آلکوبیره)،
- جی. ای. النات (پاسخ شاره النات)،
- یان ای. امان (رده بندی کارتان/کارلهد ، بسته جبری رایانه‌ای CLASSI GR)،
- ریچارد ال. آرنوویت (صورت گرایی ای دی ام, انرژی/جرم ای د ام)،
- ابهی اشتکار (متغیرهای اشتکار، افق‌های دینامیکی)،
- آرتور استنلی ادینگتون (کتابهای نخستین، نمودار ادینگتون روی خلا شوارتزشیلد، نقش خمش، صورت گرایی پسانیوتنی پارامتری، شهرت بخشیدن به نسبیت عام)،
- یورگن الرس (خانواده خلاء الرس، تقارن‌های امواج پی پی، دیدگاه فضازمانی در همگرایی گرانشی، حد نیوتنی)،
- آلبرت اینشتین (پدیدآورنده نسبیت عام، به همراه مشارکت‌های بسیار که قابل خلاصه‌سازی در اینجا نیست)،
- جرج الیس (مدلهای کیهان‌شناسی نسبیتی، رده بندی تکینگی‌های خمش، مسئله میانگین‌گیری در کیهان شناسی، اغتشاشات خطی پیمانه-ناوردا ی کیهان شناسی‌های از نظر فضایی همگن)،
- روبرتو امپاران (حلقه‌های سیاه)،
- جی. ارز (خلاء ارز/روزن)،
- فردریک ارنست (خانواده خلاء ارنست، معدله ارنست)،
- لورند اوتوو (اصل ضعیف هم ارزی)،

## ب
- رابرات ام‌ال بیکر جونیور (امواج گرانشی بسامدبالا)
- او. آر. بالدوین (صفحه موج بالدوین/جفری),
- جیمز باردین (خلاء باردین، مکانیک سیاهچاله ها، اغتشاشات خطی پیمانه-ناوردای کیهان شناسی‌های فریدریک-لومتر),
- رابرت بارتنیک (وجود جرم ای دی ام برای خلاء‌های تخت مجانبی، جرم شبه محلی )،
- ژاکوب بکنشتاین (انتروپی سیاهچاله)،
- لوییس بل ( تجزیه بل، تانسور بل-رابینسون)،
- ولادیمیر بلینسکی (حدس بی کی ال)،
- پیتر برگمن (دینامیک هامیلتونی محدودیت دار)،
- برونو برتوتی (الکترو خلاء برتوتی-رابینسون)،
- جرج دیوید بیرکوف (قضیه بیرکوف)،
- لوک بلانچت (تابش گرانشی)،
- هرمان بوندی (تابش گرانشی، جدول تابش بوندی، تکانه جرم -انرژی بوندی، غبار ال تی بی، مدل‌های سرخود)،
- ویلیام بی. بانر (پرتو بانر پاسخ)،
- رابرت اچ. بویر (جدول بایر-لیندکوئیست در خلا کر)،
- هابرت بری (نابرابری ریمان پنروز)،
- کارل برانس (نظریه برانس-دیکی)،
- دیتر بریل (ژئون بریل-هارتل، جرم بریل، انرژی مثبت برای فضازمانهای متقارن محوری، جدول بریل، گسترش ها)،
- هانس برینکمن (موجهای گرانشی دقیق، جدول برینکمن)،
- کلودیو بانستر (سیاهچاله بی تی زد، جملات رویه‌ای در فرمولبندی هامیلتونی)،
- ویلیام برک (پتانسیل برک، کتاب دانشگاهی)،
- لیور برکو (داخل سیاهچاله ها، نرده‌ای بیتل-برکو)،

## چ
- سوبرامانیان چاندراسخار (حد چاندراسخار، موجهای برخورد صفحات، وضعیت‌های شبه نرمال، ستاره‌های نسبیتی، نسبیت عددی

## ک
- جی. کارمیناتی (ناورداهای کارمیناتی-مک لناگان)،
- برنارد کار (فرضیه خو-هانندی، سیاهچاله‌های نخستین)،
- براندون کارتر (قضیه بدون مو, مکانیک سیاهچاله ها)،
- جین چیزی (خلاء چیزی-کورزون)،
- ماتیو چاپتوئیک (پدیده بحرانی در رمبش گرانشی، نسبیت عددی)،
- ایون چوکت-بروهات (فرمولبندی‌های مقادیر اولیه)،
- دیمیتریوس کریستودولو (تکینگی برهنه در غبار ال تی بی، پایداری خلاء مینکوفسکی)،
- پیوتر کروسچل (افق‌های کوشی در خلاهای گودی T3)،
- کریستوفر کلارک (کتابهای درسی)،
- آلن کولی (دینامیک مینی ابرفضا، فرضیه شباهت)،
- جاستین کوروینو (سپر گرانشی)،
- آلجاندرو کوریچی (مشارکت‌های بنیادی در گرانش کوانتومی و گرانش کوانتومی حلقه)،
- اچ ای جی کورزون (خلا چیزی/کورزون)

## ق
- اصغر قادر (نسبیت، اخترفیزیک) پاکستان